# Бетлій Олена В'ячеславівна
Олена В'ячеславівна Бетлій (нар. 7 березня 1977) — українська історикиня, кандидат історичних наук, доцент кафедри історії Національного університету «Києво-Могилянська академія». Фахівець з історії польсько-українських відносин у XX столітті та соціальної історії Києва в роки Першої світової війни. 

## Біографія
Закінчила Національний університет «Києво-Могилянська академія» (1999 р. — бакалавр, 2002 р. — магістр).
2003 рік — захистила дисертацію на звання кандидата історичних наук в Інституті української археографії та джерелознавства імені М. С. Грушевського НАН України, дисертація була присвячена політиці Польщі та Чехословаччини щодо українського питання в 1919—1923 роках.
У 2005—2006 роках стажувалася в Іллінойському університеті в Чикаго за стипендією Програми Фулбрайта, досліджувала дискурс Центральної Європи та вплив політики ідентичностей на євроінтеграцію центральноєвропейських країн.
У 2006—2007 роках працювала в Дипломатична академія України імені Геннадія Удовенка при Міністерстві закордонних справ, з 2006 року викладає в НаУКМА. У 2007—2013 роках керувала Центром польських та європейських студій імені Єжи Гедройця.
Працювала помічницею народного депутата Верховної Ради України 7-го скликання Анатолія Гриценка. На парламентських виборах 2014 року балотувалася як безпартійна за списком Громадянської позиції (№ 44 у списку).

## Основні публікації
Редагування збірників
- Міжкультурний діалог. Т. 1: Ідентичність / За ред. Олени Бетлій і Катерини Диси. — Київ: Дух і літера, Центр польських та європейських студій НаУКМА, 2009.
- Живучи в модерному місті / за ред. К. Диси, О. Бетлій, О. Мартинюк. — К.: Дух і літера, 2016. — 328 с.

Статті
- Negotiating Europe: EU Membership and the Evolution of the Czech Party System // Codependency and Globalization: Central, East, and Southeastern Europe / Ed. by Robin Remington. — Lanham: Rowman & Littlefield, 2009. (Co-authored with Carol Skalnik Leff.)
- Регіональна ідентичність як індикатор інтеграційних процесів: приклад України // Геополітичні трансформації в Євразії: погляди з Києва і Сеула / За ред. Г. М. Перепелиці та посла Хо Сун Чьола. — Київ: Видавничий дім ДЕМІД, Дипломатична академія України, 2009. — С. 32–65.
- Ubi bene ibi patria: Reading the City of Kiev through Polish and Czech «Spatial Stories» from the First World War Period [Архівовано 6 березня 2018 у Wayback Machine.] // Frontiers and Identities: Cities in Regions and Nations. — Pisa: Pisa University Press, 2008. — P. 197—221.
- Перевинайдення Східної Європи // Критика. — 2007. — № 7–8. — С. 5–9.